# Ercta vittata
Ercta vittata is een vlinder uit de familie van de grasmotten (Crambidae), uit de onderfamilie van de Spilomelinae. De wetenschappelijke naam van deze soort is voor het eerst voorgesteld als Phalaena vittata door Johan Christian Fabricius in een publicatie uit 1794.
De soort komt voor in Zuid-Florida (Verenigde Staten), Cuba, Jamaica, Dominicaanse Republiek, Puerto Rico, Trinidad, Curaçao, Costa Rica en Brazilië.